# Smereczek
Smereczek (słow. Smrečny potok) – potok, prawy dopływ Popradu o długości 7,45 km i powierzchni zlewni 19,26 km².
Potok wypływa na wysokości około 840 m w leju źródliskowym na północnych stokach szczytu Barwinek (863 m) w Paśmie Leluchowskim położonym na granicy polsko-słowackiej i spływa w kierunku południowym przez miejscowość Obručné. Tu zmienia kierunek na zachodni i płynie przez Dubne do Leluchowa. Na odcinku od Obručnégo do Leluchowa jego korytem poprowadzono granicę polsko-słowacką. W Leluchowie na dużym zakolu Popradu uchodzi do niego na wysokości 470 m.
Smereczek tworzy nie tylko granicę polsko-słowacką, ale również oddziela Góry Leluchowskie w Polsce od Gór Czerchowskich na Słowacji. Z obydwu tych pasm spływają do niego potoki. Z Gór Leluchowskich są to niewielkie potoki, największyto potok Dubne płynący z północy na południe przez wieś Dubne. Potoki spływające z Gór Czerchowskich są dłuższe i niektóre z nich mają swoje nazwy. Są to: Veretičkov potok, Kostolný potok i Chotárny potok.